# Trevi (rione di Roma)
Trevi è il secondo rione di Roma, indicato con R. II.
L'origine del suo nome non è ancora sicura, tuttavia l'ipotesi più accreditata è che provenga dal latino trivium, che sta ad indicare la confluenza di tre vie nella piazzetta dei Crociferi, situata al lato della moderna piazza di Trevi.

## Geografia fisica

### Territorio
Il rione confina con:
- Sallustiano: via Bissolati, largo di Santa Susanna
- Castro Pretorio: piazza San Bernardo, via Venti Settembre
- Monti: via del Quirinale, piazza del Quirinale, via Ventiquattro Maggio, largo Magnanapoli
- Pigna: piazza Venezia, via del Corso, piazza San Marcello
- Colonna: via del Tritone, piazza Barberini
- Ludovisi: via di San Basilio

## Storia
Tale rione, durante la Roma repubblicana rientrava nella terza regione, durante la Roma imperiale era suddivisa tra la sesta (chiamata Alta Semita) e la settima (chiamata via Lata). Nell'antica Roma, nel rione Trevi c'erano ampi raggruppamenti di case private da cui si ergevano alcuni edifici monumentali. Sin dal periodo romano tale zona fu suddivisa in due parti principali: quella bassa, pianeggiante e vicino al fiume, e quella alta, collinare e quindi rialzata. La prima era centro di attività cittadine, mentre la seconda rimase essenzialmente una ricca zona residenziale.
Dopo la caduta dell'impero la zona collinare si andò spopolando mentre la popolazione tendeva a concentrarsi nella zona a valle. L'urbanizzazione seguì la popolazione: le costruzioni erano numerose nei pressi del Tevere mentre non si costruì praticamente nulla nella zona collinare fino ai fasti del Rinascimento.

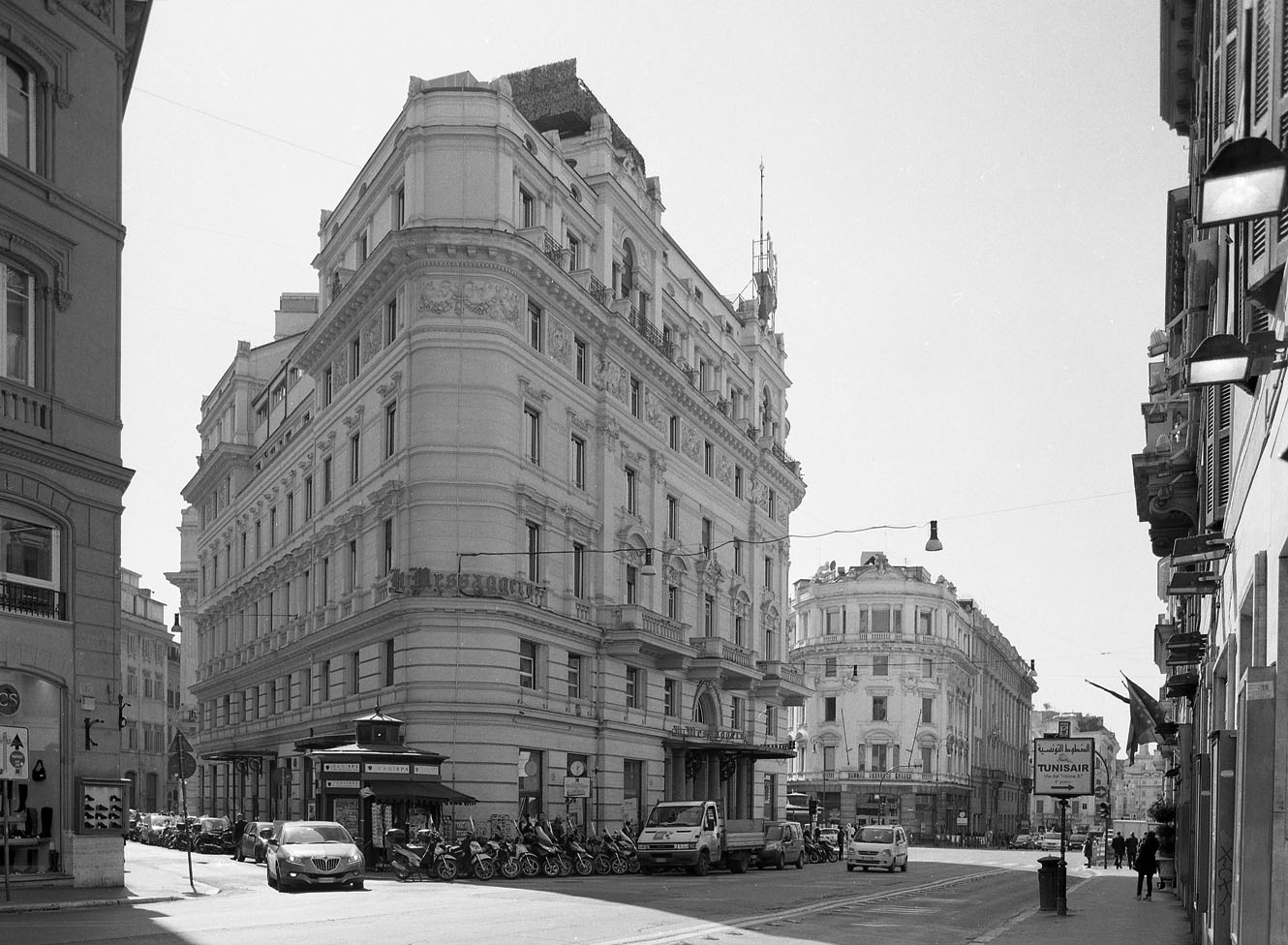
Via del Tritone 2016

Nel 1600 l'urbanizzazione, la costruzione di strade, chiese e fontane avevano fatto sì che tutto il rione Trevi fosse densamente popolato, e il suo aspetto rimase essenzialmente inalterato fino alla fine del XIX secolo. Il Quirinale, parzialmente isolato dalla parte densamente popolata nei pressi del Tevere, tendeva a trasformarsi in un centro di potere ospitando numerosi palazzi rappresentativi della potenza papale.
Durante il periodo napoleonico, nel 1811, si decise che il Quirinale dovesse diventare un vero centro di potere imperiale. Tale progetto non fu realizzato a causa della caduta di Napoleone, tuttavia l'idea rimase e fu ripresa parzialmente nella pianificazione dell'assetto urbanistico di Roma capitale dopo il 1870. Infatti molti ministeri si trovano tuttora nel rione Trevi.
Ciò trasformò completamente il volto della parte collinare del rione, che allora era una zona non densamente abitata ricca di viottoli, di chiese e di palazzi monumentali.
Il monumento più celebre nel rione è la fontana di Trevi.
Durante la seconda guerra mondiale vi fu inoltre l'attentato di via Rasella.

### La Città dell'acqua

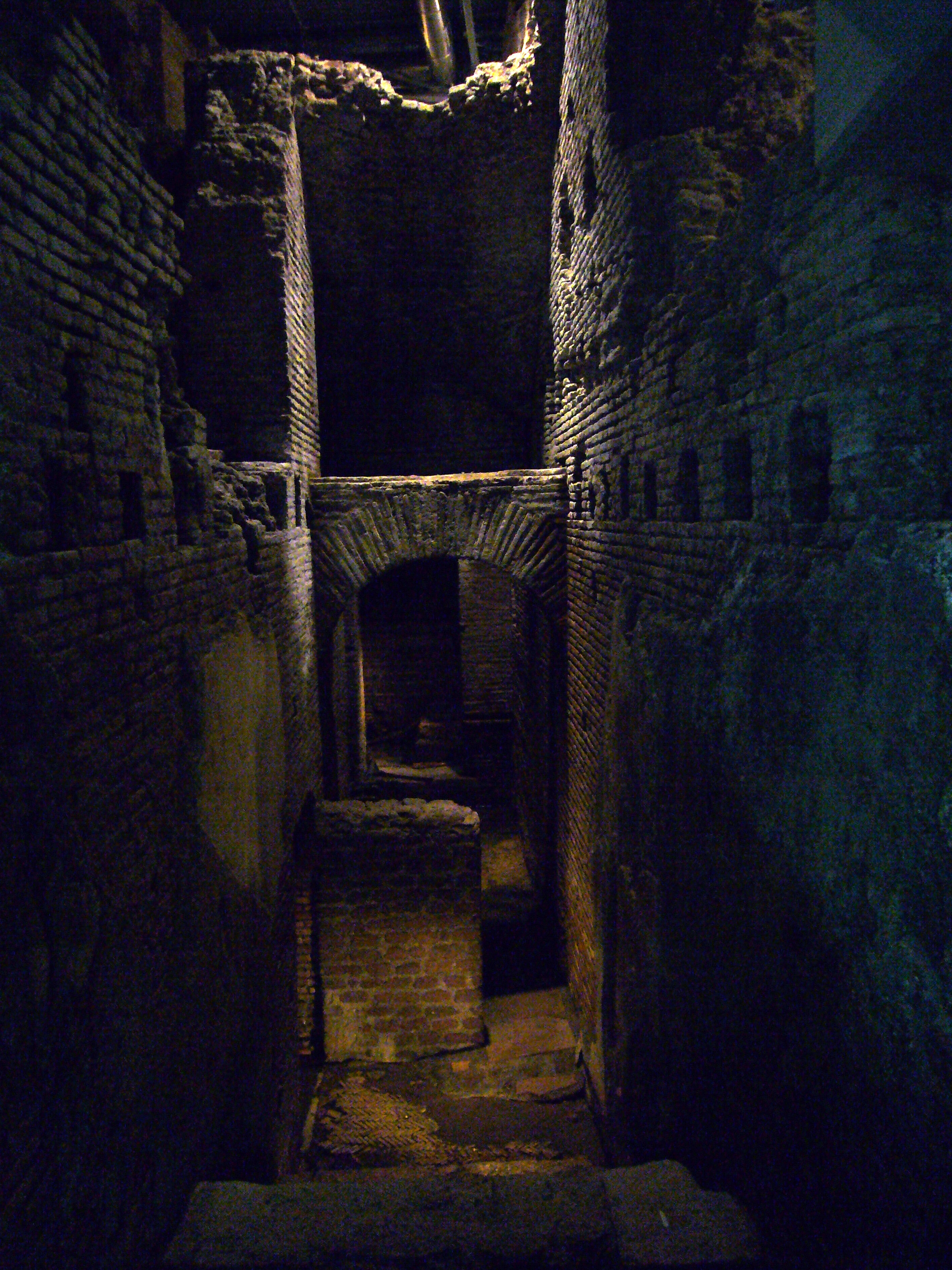
Vicus Caprarius, elevato dell'edificio sud (dal I al IV sec.). Alto circa 6 mt. sul piano stradale, doveva salire per almeno due piani

Il fatto che l'acquedotto Vergine non sia mai andato completamente in rovina è testimoniato, tra l'altro, dalla bimillenaria stratificazione di costruzioni presente nella zona del Trivium (che era il nome originario dell'area dove oggi sorge la fontana di Trevi).
Alla fine degli anni novanta lavori di scavo per ristrutturazione e di consolidamento in un gruppo di immobili presso la fontana portarono alla scoperta di una vasta e complessa area archeologica, oggi riorganizzata e visitabile con il titolo "La città dell'acqua".
Ne riemersero le tracce di un'insula di età neroniana che dava sul Vicus Caprarius, poi convertita in parte in una domus signorile di epoca imperiale, a metà del IV secolo, e in parte in una grande cisterna di raccolta, per l'appunto, dell'Acqua Vergine. Nello stesso comprensorio, e in parte sovrapposti ai precedenti, sono stati portati alla luce anche resti di edifici del XII e XIII secolo; dell'urbanizzazione di quell'epoca sono del resto visibili le tracce nel portico medioevale conservato sul lato della piazza, di fronte alla fontana.

### Stemma
Tre spade nude bianche in banda in campo rosso.

## Monumenti e luoghi d'interesse

### Architetture civili

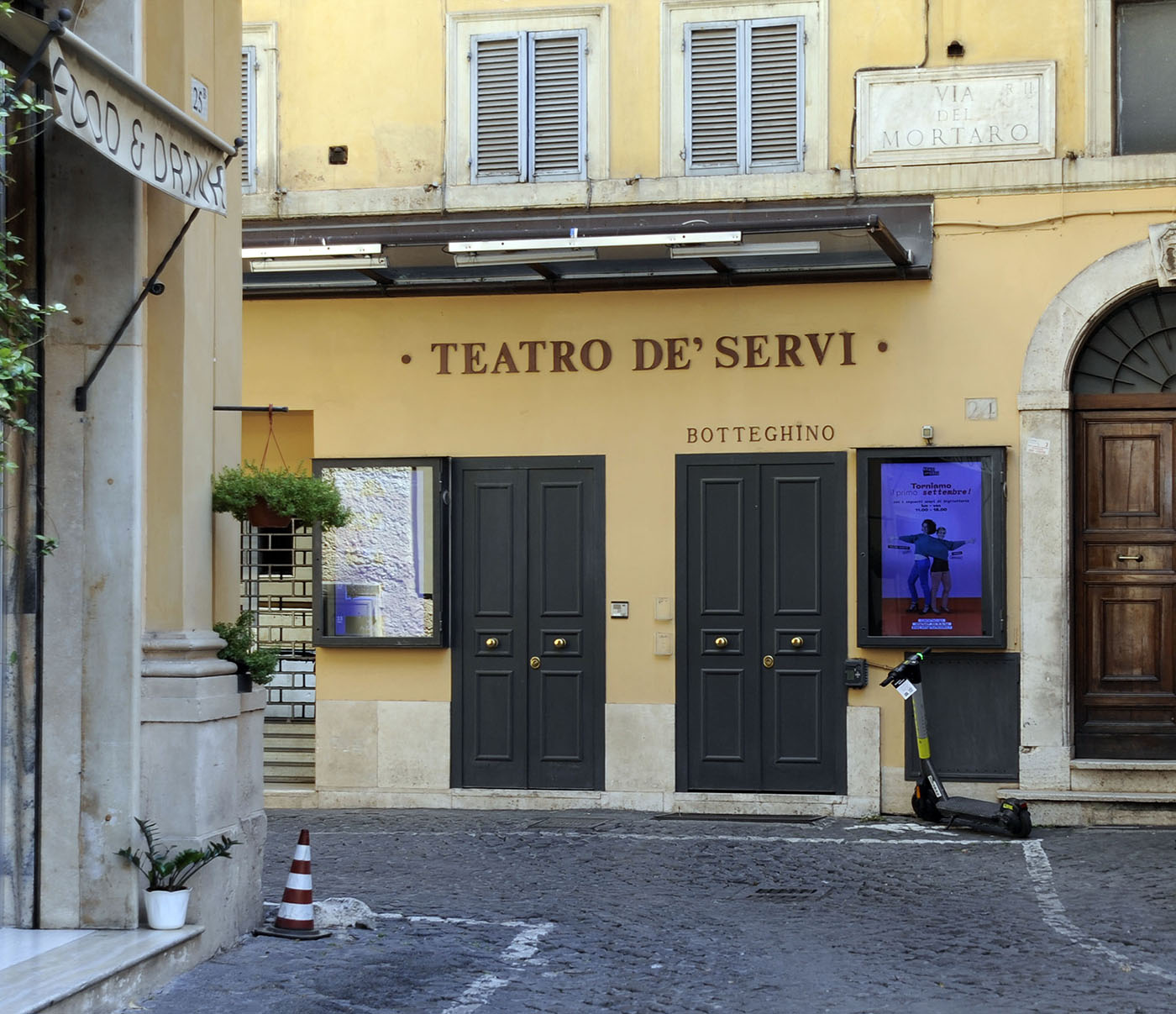
Il Teatro de' Servi a via del Mortaro

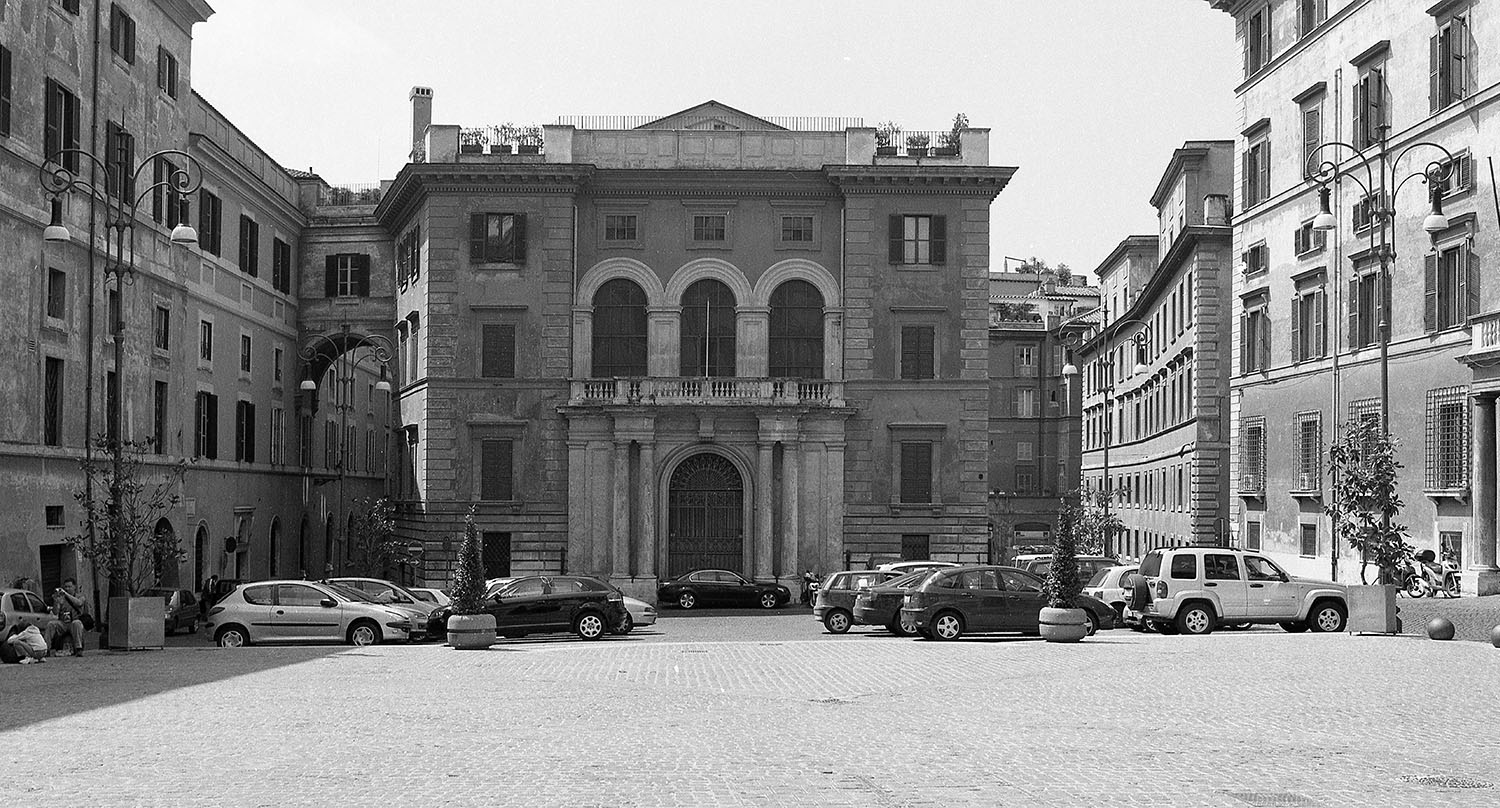
Piazza della Pilotta

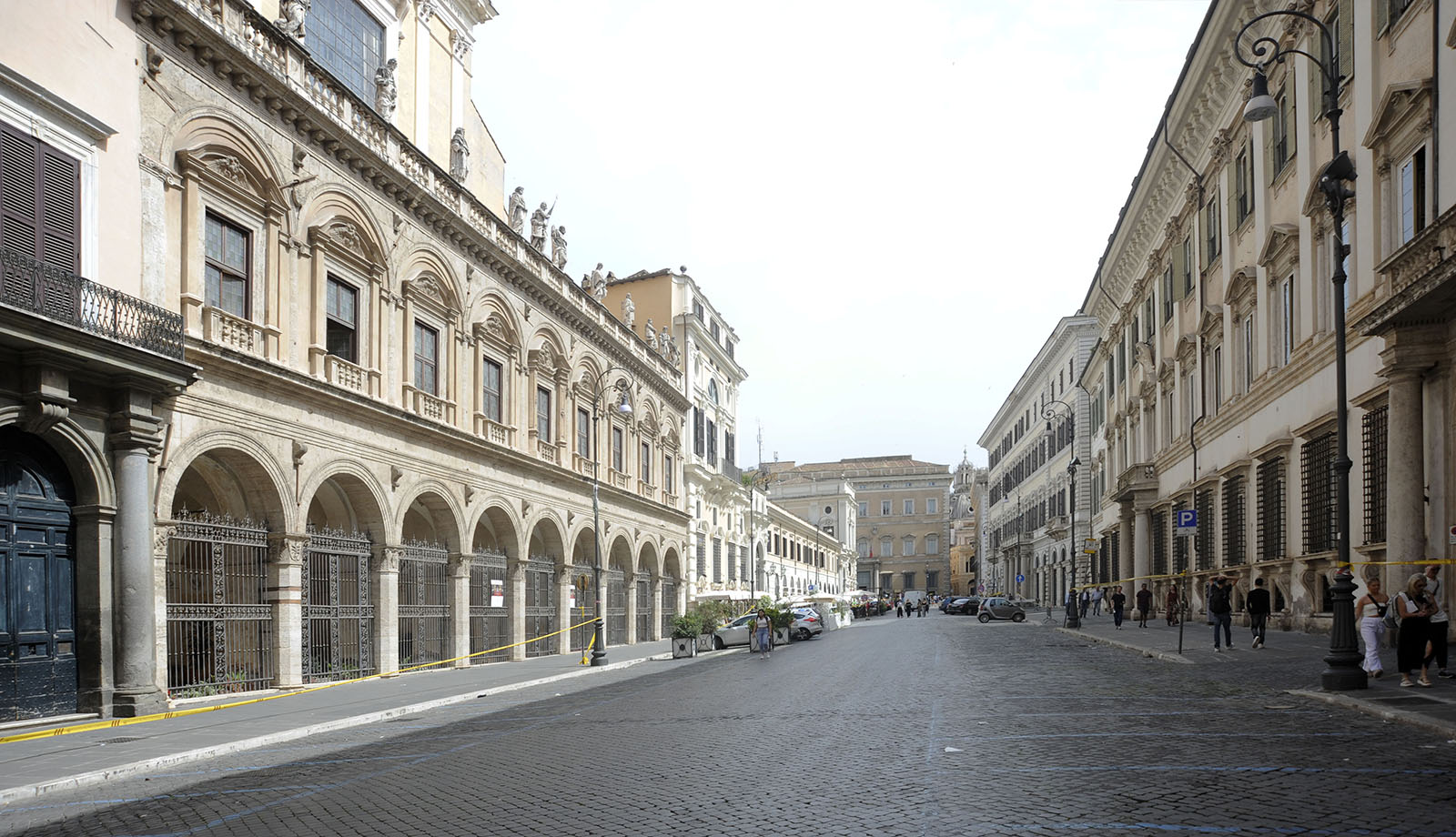
Piazza Sant'Apostoli 2024

- Palazzo Baracchini, su via XX Settembre. Edificio del XIX secolo (1876-83).

Progetto dell'architetto Giulio Podesti. Sede del Ministero della difesa.
- Palazzo Barberini, su via Quattro Fontane.
- Palazzo del Bufalo alle Fratte, su largo del Nazareno.
- Palazzo Chigi-Odescalchi, su piazza dei SS. Apostoli.
- Palazzo Colonna, su via della Pilotta.
- Palazzo Gentili del Drago, su via in Arcione.
- Palazzo Guglielmi Gori, su piazza dei Santi Apostoli.
- Palazzo Mancini, su via del Corso.
- Palazzo Mengarini, su via Ventiquattro Maggio.
- Palazzo Moroni (Roma), sulla salita di San Nicola da Tolentino
- Palazzo Muti Papazzurri, su piazza della Pillotta.
- Palazzo della Panetteria, su via della Dataria.
- Palazzo Poli, su via Poli (piazza di Trevi).
- Palazzo del Quirinale, su piazza del Quirinale.
- Palazzo Riario Della Rovere, su piazza dei Santi Apostoli.
- Palazzo di San Felice, su via della Dataria
- Palazzo Scanderbeg, su piazza Scanderbeg.
- Palazzo del Tritone, su via del Tritone.
- Palazzo Valentini, su via Quattro Novembre.
- Scuderie del Quirinale, su via Ventiquattro Maggio.
- Villa Savorgnan di Brazzà, sulla Salita di San Nicola da Tolentino.

### Architetture religiose
- Chiesa di San Marcello al Corso
- Oratorio del Crocifisso
- Cappella della Madonna dell'Archetto
- Basilica dei Santi XII Apostoli
- Chiesa di Santa Maria di Loreto
- Chiesa del Santissimo Nome di Maria al Foro Traiano
- Chiesa di Santa Maria del Carmine alle Tre Cannelle
- Chiesa di Santa Croce e San Bonaventura dei Lucchesi
- Chiesa di Santa Maria dell'Umiltà
- Chiesa di Santa Rita da Cascia alle Vergini
- Chiesa dei Santi Vincenzo e Anastasio a Trevi
- Chiesa di Santa Maria in Trivio
- Oratorio del Santissimo Sacramento
- Chiesa di Santa Maria in Via
- Chiesa dei Santi Claudio e Andrea dei Borgognoni
- Chiesa di San Basilio agli Orti Sallustiani
- Chiesa di San Pietro Canisio agli Orti Sallustiani
- Chiesa di San Nicola da Tolentino
- Chiesa di Santa Susanna alle Terme di Diocleziano
- Chiesa di San Silvestro al Quirinale
- Saint Andrew's Church of Scotland
- Chiesa evangelica valdese in Trevi

Sconsacrate
- Chiesa di San Giovanni della Ficozza
- Chiesa di Sant'Andrea degli Scozzesi
- Oratorio del Beato Nicola de Rupe

Scomparse
- Chiesa di San Nicola in Arcione
- Chiesa di Santa Maria della Neve dei Foglianti
- Chiesa dei Santi Angeli Custodi al Tritone
- Chiesa di San Romualdo
- Oratorio del Santissimo Crocifisso Agonizzante in Arcione
- Chiesa di Sant'Andrea de Biberatica

### Siti archeologici
- Auditoria di Adriano, su piazza della Madonna di Loreto. 41.895869°N 12.483261°E
- Complesso di via in Arcione
- Caserma dei Corazzieri

### Altro
- Fontana di Trevi
- Fontana del Tritone
- Le Quattro Fontane

## Musei
- Museo nazionale delle paste alimentari (fino al 2016)

## Geografia antropica

### Piazze

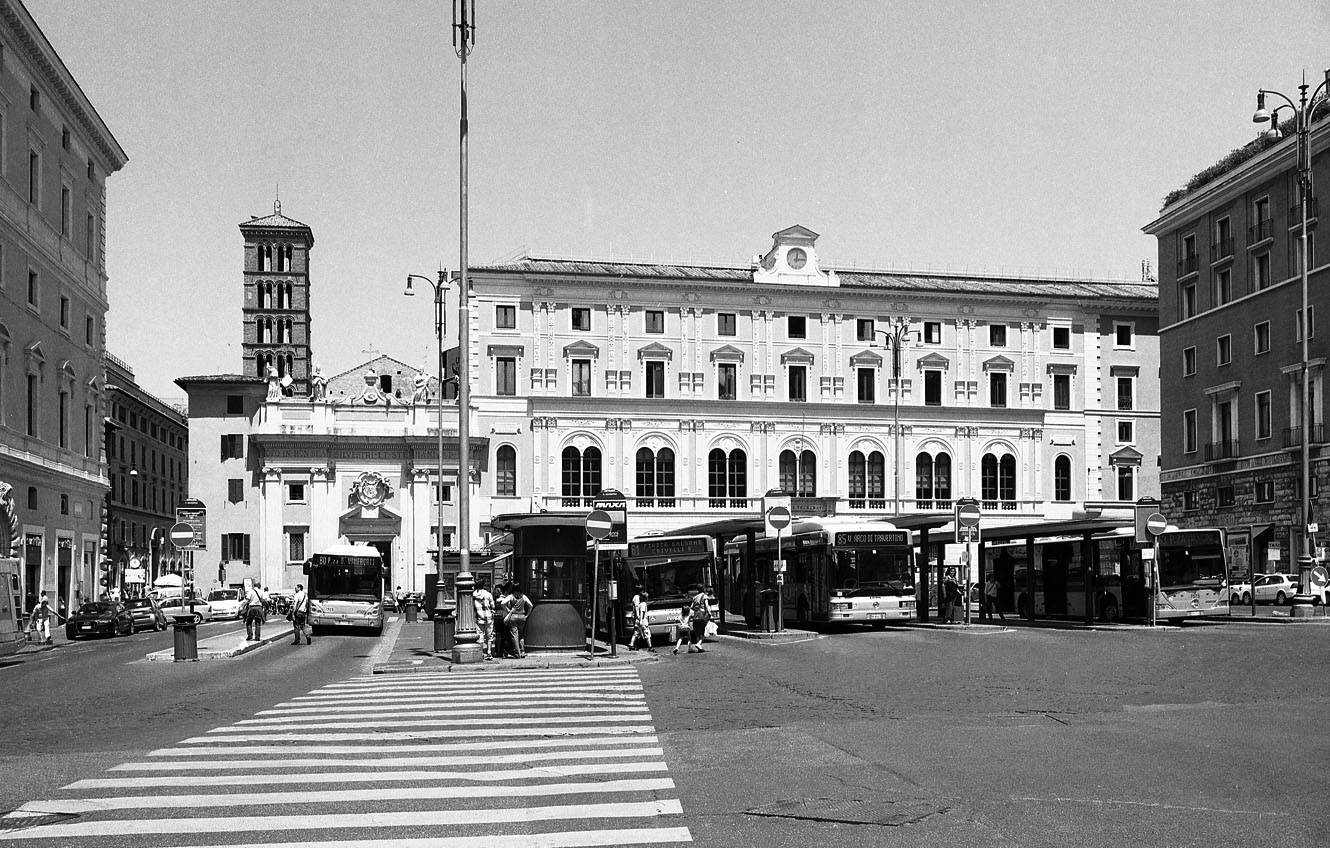
Piazza San Silvestro e il vecchio capolinea ATAC (2011)

- Piazza Barberini
- Piazza della Madonna di Loreto
- Piazza dell'Oratorio
- Piazza della Pilotta
- Piazza Poli
- Piazza del Quirinale
- Piazza Santi Apostoli
- Piazza San Bernardo
- Piazza San Marcello
- Piazza di San Silvestro
- Largo di Santa Susanna
- Piazza Scanderbeg

### Strade

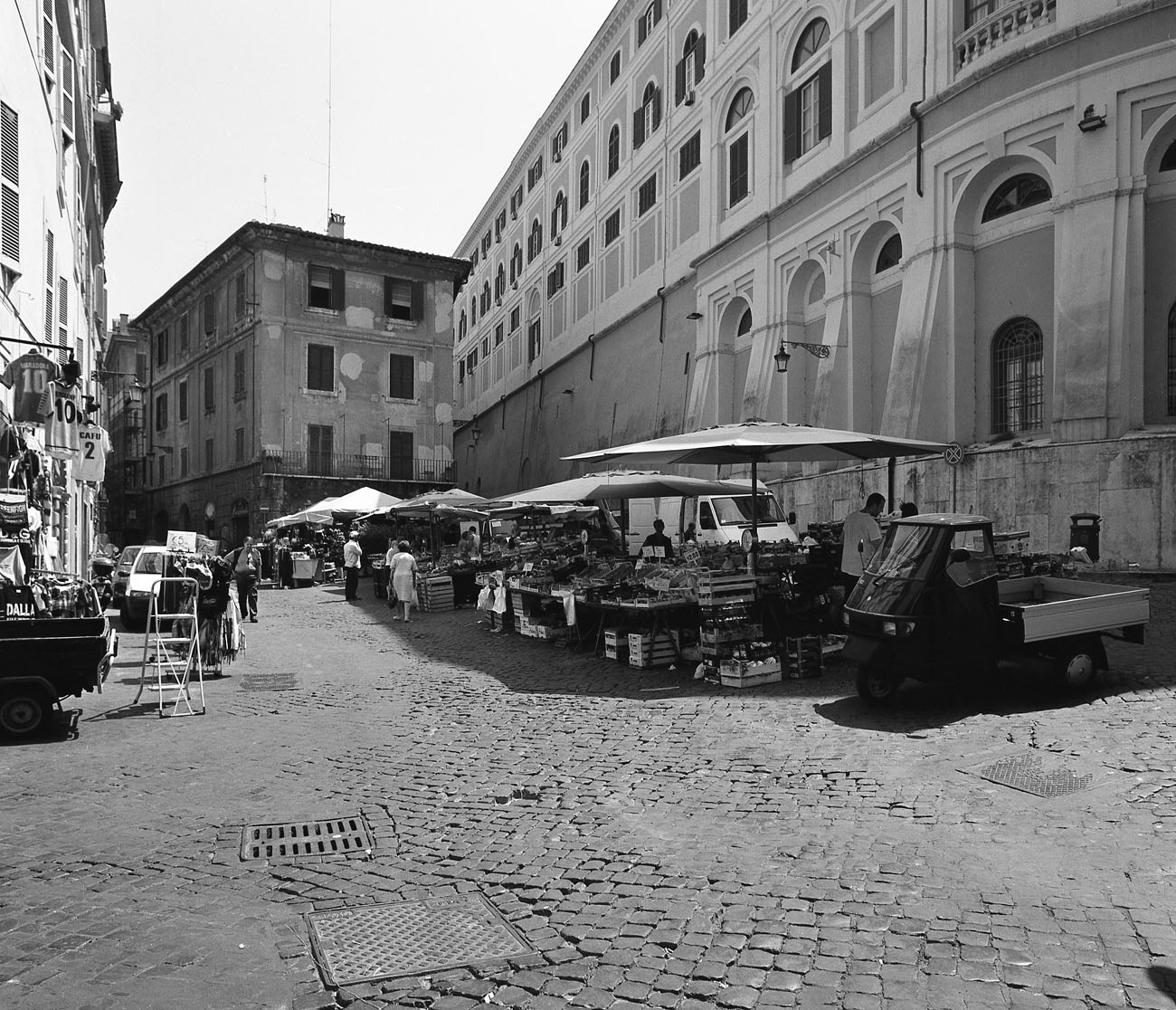
Via in Arcione il mercato rionale (2003)

- Via dell'Archetto
- Via in Arcione
- Vicolo in Arcione
- Via degli Avignonesi
- Vicolo del Babuccio
- Via Barberini
- Vicolo Barberini
- Via del Basilico
- Via Cesare Battisti
- Via del Boccaccio
- Via del Carmine
- Via della Cordonata[4]
- Via del Corso
- Via dei Crociferi
- Via della Dataria
- Via dei Fornari
- Vicolo del Forno
- Vicolo del Gallinaccio
- Via dei Giardini
- Via del Lavatore
- Via dei Lucchesi
- Via Magnanapoli
- Via del Mancino
- Via dei Maroniti
- Vicolo dei Maroniti
- Via Marco Minghetti
- Vicolo dei Modelli
- Salita di Monte Cavallo
- Salita di S.Nicola da Tolentino
- Vicolo del Monticello
- Via del Mortaro
- Via delle Muratte
- Via del Nazareno
- Via della Panetteria
- Via della Pilotta
- Vicolo del Piombo
- Via Poli
- Vicolo del Puttarello
- Via delle Quattro Fontane
- Via Quattro Novembre
- Via del Quirinale
- Via Rasella
- Via dei Sabini
- Via dei Santi Apostoli
- Via di San Basilio
- Vicolo di San Bernardo
- Via di Sant'Eufemia
- Via di San Marcello
- Via di Santa Maria in Via
- Via dello Scalone
- Vicolo Scanderbeg
- Vicolo Scavolino
- Galleria Sciarra
- Vicolo Sciarra
- Via dei Serviti
- Via delle Scuderie
- Galleria Alberto Sordi
- Via della Stamperia
- Via del Traforo
- Via delle Tre Cannelle
- Via del Tritone
- Via dell'Umiltà
- Vicolo dell'Umiltà
- Via del Vaccaro
- Via Venti Settembre
- Via Ventiquattro Maggio
- Via delle Vergini